# Keith Taylor (giocatore di football americano)
Keith Taylor (Long Beach, 20 novembre 1998) è un giocatore di football americano canadese che milita nel ruolo di cornerback per i Kansas City Chiefs della National Football League (NFL).

## Carriera

### Carolina Panthers
Taylor al college giocò a football a Washington. Fu scelto dai Carolina Panthers nel corso del quinto giro (166º assoluto) del Draft NFL 2021. Nella sua stagione da rookie disputò tutte le 17 partite, di cui 3 come titolare, con 36 tackle, 3 passaggi deviati e un fumble forzato.

### Kansas City Chiefs
Il 31 agosto 2023 Taylor firmò con la squadra di allenamento dei Kansas City Chiefs.

## Palmarès
- Super Bowl : 1

Kansas City Chiefs: LVIII
- National Football Conference Championship: 1

Kansas City Chiefs: 2023